# Scytodes alfredi
Scytodes alfredi là một loài nhện trong họ Scytodidae.
Loài này thuộc chi Scytodes. Scytodes alfredi được Pawan U. Gajbe miêu tả năm 2004.